# 艾爾薩岩

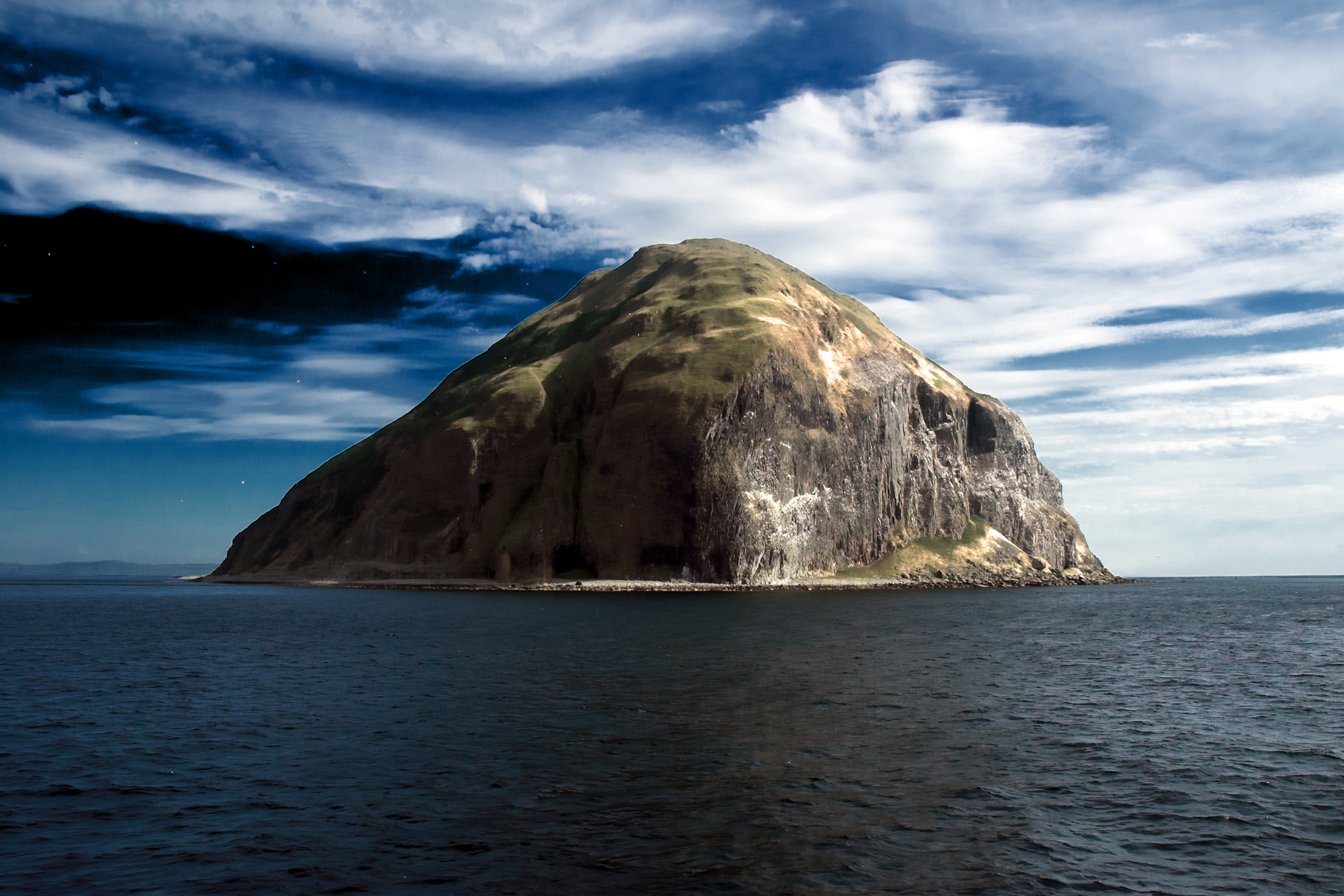
艾爾薩岩

艾爾薩岩（英語：Ailsa Craig）是蘇格蘭的島嶼，由南艾爾郡負責管轄，長1.3公里、寬1.1公里，面積0.99平方公里，最高點海拔高度338米，海岸線長度約3.2公里，島上無人居住。該島是冰壺所用的花崗岩的主要產地之一。

## 外部連結
- Photo Tour of Trip to the Island （页面存档备份，存于）
- Entry on the Maybole Home Page （页面存档备份，存于）
- Ailsa Craig （页面存档备份，存于） Index （页面存档备份，存于） — computer-generated virtual panoramas
- Pictures of Ailsa Craig
- Ailsa Craig, 1868 （页面存档备份，存于） at the Historical Society of Philadelphia

55°15′7″N 5°6′59″W / 55.25194°N 5.11639°W